# Меррей, Джон
Сэр Джон Мерре́й (также Марри, Муррэй или Мюррей; англ. John Murray; 3 марта 1841 — 16 марта 1914) — английский естествоиспытатель и гидрограф.
Член Королевского общества Эдинбурга (1876), Лондонского королевского общества (1896), иностранный член-корреспондент Петербургской академии наук (1897), иностранный член Национальной академии наук США (1912).

## Биография
Джон Меррей родился 3 марта 1841 года в местечке Коборг в канадском штате Онтарио.
В 1868 году совершил путешествие по Северному Ледовитому океану и был на Шпицбергене.
В 1872—1876 годах принимал участие в экспедиции «Челленджера».
В 1876—1882 годах был главным сотрудником по обработке добытых экспедицией данных: Report on the Scientific Results of the Voyage of H. M. S. Challenger (50 тт., London, 1882—1895).
С 1882 года, после смерти Чарльза Уайвилла Томсона, на Мюррея возложено главное редактирование продолжения трудов этой экспедиции.
В 1880—1882 годах предпринял исследование в физическом и биологическом отношениях береговых вод Северной Шотландии и Фарерских островов.
В 1895 году учёный был награждён Королевской медалью Лондонского королевского общества.
Напечатал A Summary ot the Scientific Results of the Challenger Expedition и много статей по вопросам гидрографии, океанографии, метеорологии и биологии в специальных учёных журналах.
Сэр Джон Меррей погиб в автокатастрофе 16 марта 1914 года.

## Эпонимы
В честь учёного названы следующие виды животных: летучая мышь Pipistrellus murrayi, геккон Hemidactylus murrayi, уховёртка Paralabella murrayi, рыба Melanocetus murrayi, осьминог Cirrothauma murrayi, клоп Taylorilygus murrayi.